# Shorttrack-Juniorenweltmeisterschaften
Die Shorttrack-Juniorenweltmeisterschaften werden von der Internationalen Eislaufunion (ISU) veranstaltet und sind die internationalen Junioren-Meisterschaften im Shorttrack. Die ISU organisiert seit dem Jahr 1994 die offiziellen internationalen Junioren-Meisterschaften.
Es werden bei Frauen und Männern Titel im Mehrkampf, der 3000-m-Staffel und über die Einzelstrecken 500 m, 1000 m, 1500 m und 1500-m-Superfinale vergeben. Im Mehrkampf werden alle vier Einzelstreckenergebnisse gewertet. Die Meisterschaften sind offen für Frauen und Männer im Alter von 14 bis 18 Jahren, wobei der Stichtag der 1. Juli des Wettbewerbsjahres ist.

## Austragungsorte
Die Juniorenweltmeisterschaften finden jedes Jahr an einem anderen Ort statt. Bisherige Austragungsorte waren:
| Veranstaltung | Ort                 | Datum                          |
| ------------- | ------------------- | ------------------------------ |
| J-WM 1994     | Seoul               |                                |
| J-WM 1995     | Calgary             |                                |
| J-WM 1996     | Courmayeur          |                                |
| J-WM 1997     | Marquette           |                                |
| J-WM 1998     | St. Louis           |                                |
| J-WM 1999     | Montreal            |                                |
| J-WM 2000     | Székesfehérvár      |                                |
| J-WM 2001     | Warschau            |                                |
| J-WM 2002     | Chuncheon           |                                |
| J-WM 2003     | Budapest            |                                |
| J-WM 2004     | Peking              |                                |
| J-WM 2005     | Belgrad             |                                |
| J-WM 2006     | Miercurea Ciuc      |                                |
| J-WM 2007     | Mladá Boleslav      |                                |
| J-WM 2008     | Bozen               |                                |
| J-WM 2009     | Sherbrooke          | 9. bis 11. Januar 2009         |
| J-WM 2010     | Taipeh              | 8. bis 10. Januar 2010         |
| J-WM 2011     | Courmayeur          | 25. bis 27. Februar 2011       |
| J-WM 2012     | Melbourne           | 24. bis 26. Februar 2012       |
| J-WM 2013     | Warschau            | 22. bis 24. Februar 2013       |
| J-WM 2014     | Erzurum             | 7. bis 9. März 2014            |
| J-WM 2015     | Osaka               | 27. Februar bis 1. März 2015   |
| J-WM 2016     | Sofia               | 29. bis 31. Januar 2016        |
| J-WM 2017     | Innsbruck           | 27. bis 29. Januar 2017        |
| J-WM 2018     | Tomaszów Mazowiecki | 2. bis 4. März 2018            |
| J-WM 2019     | Montreal            | 25. bis 27. Januar 2019        |
| J-WM 2020     | Bormio              | 31. Januar bis 2. Februar 2020 |
| J-WM 2022     | Danzig              | 4. bis 6. März 2022            |
| J-WM 2023     | Dresden             | 27. bis 29. Januar 2023        |
| J-WM 2024     | Danzig              | 22. bis 25. Februar 2024       |
| J-WM 2025     | Calgary             | 27. Februar bis 2. März 2025   |

## Juniorenweltmeisterschaften 2010
Die Ergebnisse der Meisterschaften:

### Männer
| Event              | Gold                                                          | Gold         | Silber                                                                                  | Silber       | Bronze                                                           | Bronze       |
| ------------------ | ------------------------------------------------------------- | ------------ | --------------------------------------------------------------------------------------- | ------------ | ---------------------------------------------------------------- | ------------ |
| Mehrkampf          | Noh Jin-kyu                                                   | 68 Punkte    | Antoine Gélinas-Beaulieu                                                                | 63 Punkte    | Park Se-yeong                                                    | 47 Punkte    |
| 500 m              | Mikhail-Jeonghan Choi                                         | 42,981 s     | Antoine Gélinas-Beaulieu                                                                | 43,048 s     | Wu Dajing                                                        | 43,971 s     |
| 1000 m             | Noh Jin-kyu                                                   | 1:30,776 min | Antoine Gélinas-Beaulieu                                                                | 1:32,998 min | Park Se-yeong                                                    | 1:44,020 min |
| 1500 m             | Noh Jin-kyu                                                   | 2:21,631 min | Kim Sung-han                                                                            | 2:21,918 min | Jack Whelbourne                                                  | 2:22,699 min |
| 1500-m-Superfinale | Park Se-yeong                                                 | 2:23,295 min | Antoine Gélinas-Beaulieu                                                                | 2:23,550 min | Kim Sung-han                                                     | 2:24,205 min |
| 3000-m-Staffel     | Südkorea Noh Jin-kyu Park Se-yeong Kim Sung-han Joo Hyung-jun | 4:06,934 min | Kanada Antoine Gélinas-Beaulieu Pier-Olivier Gagnon Mikhail-Jeonghan Choi Robert Watson | 4:15,713 min | Japan Keita Watanabe Takashi Yoshida Shota Uemura Yoshiaki Oguro | 4:16,320 min |

### Frauen
| Event              | Gold                                                          | Gold         | Silber                                                       | Silber       | Bronze                                                                 | Bronze       |
| ------------------ | ------------------------------------------------------------- | ------------ | ------------------------------------------------------------ | ------------ | ---------------------------------------------------------------------- | ------------ |
| Mehrkampf          | Choi Ji-hyun                                                  | 115 Punkte   | Lee Mi-yeon                                                  | 68 Punkte    | Song Jae-won                                                           | 42 Punkte    |
| 500 m              | Choi Ji-hyun                                                  | 45,928 s     | Fan Kexin                                                    | 45,934 s     | Li Dan                                                                 | 46,653 s     |
| 1000 m             | Choi Ji-hyun                                                  | 1:34,583 min | Lee Mi-yeon                                                  | 1:34,631 min | Laurie Marceau                                                         | 1:52,751 min |
| 1500 m             | Choi Ji-hyun                                                  | 2:27,340 min | Song Jae-won                                                 | 2:27,433 min | Lee Mi-yeon                                                            | 2:27,627 min |
| 1500-m-Superfinale | Lee Mi-yeon                                                   | 2:34,364 min | Song Jae-won                                                 | 2:34,489 min | Choi Ji-hyun                                                           | 2:34,695 min |
| 3000-m-Staffel     | Südkorea Lee Mi-yeon Choi Ji-hyun Song Jae-won Hwang Hyun-sun | 4:23,689 min | Volksrepublik China Fan Kexin Zhang Shaoyang Li Dan Lin Meng | 4:24,697 min | Kanada Laurie Marceau Sabrina Bourgela Kristy Shoebridge Keri Morrison | 4:29,147 min |

## Juniorenweltmeisterschaften 2011
Die Ergebnisse der Meisterschaften:

### Männer
| Event              | Gold                                                                          | Gold         | Silber                                                             | Silber       | Bronze                                                                     | Bronze       |
| ------------------ | ----------------------------------------------------------------------------- | ------------ | ------------------------------------------------------------------ | ------------ | -------------------------------------------------------------------------- | ------------ |
| Mehrkampf          | Seo Yi-ra                                                                     | 89 Punkte    | Jack Whelbourne                                                    | 76 Punkte    | Wu Dajing                                                                  | 40 Punkte    |
| 500 m              | Liu Songbo                                                                    | 42,360 s     | Wu Dajing                                                          | 42,491 s     | keine Medaille vergeben*                                                   | -            |
| 1000 m             | Jack Whelbourne                                                               | 1:26,049 min | Seo Yi-ra                                                          | 1:26,086 min | Shi Jingnan                                                                | 1:26,312 min |
| 1500 m             | Seo Yi-ra                                                                     | 2:20,410 min | Jack Whelbourne                                                    | 2:20,592 min | Lee Hyo-been                                                               | 2:20,663 min |
| 1500-m-Superfinale | Seo Yi-ra                                                                     | 2:13,990 min | Jack Whelbourne                                                    | 2:19,895 min | Shi Jingnan                                                                | 2:20,144 min |
| 3000-m-Staffel     | Frankreich Thibault Crolet Sébastien Lepape Alexis Yang Vincent Giannitrapani | 4:08,911 min | Japan Minto Sekai Keita Watanabe Hiroki Yokoyama Masashi Yoshikawa | 4:09,923 min | Kanada Patrick Duffy Pier-Olivier Gagnon Alexandre St-Jean Maxime Gauthier | 4:15,867 min |

* Es wurde keine Bronzemedaille über 500 m vergeben, da beide anderen Läufer des Finales disqualifiziert wurden.

### Frauen
| Event              | Gold                                                                   | Gold         | Silber                                                                      | Silber       | Bronze                                                           | Bronze       |
| ------------------ | ---------------------------------------------------------------------- | ------------ | --------------------------------------------------------------------------- | ------------ | ---------------------------------------------------------------- | ------------ |
| Mehrkampf          | Cheon Hee-jung                                                         | 68 Punkte    | Ahn Se-jung                                                                 | 68 Punkte    | Martina Valcepina                                                | 50 Punkte    |
| 500 m              | Martina Valcepina                                                      | 45,136 s     | Lara van Ruijven                                                            | 45,470 s     | Lin Meng                                                         | 45,622 s     |
| 1000 m             | Ahn Se-jung                                                            | 1:31,336 min | Noh Do-hee                                                                  | 1:31,446 min | Xiao Han                                                         | 1:31,527 min |
| 1500 m             | Cheon Hee-jung                                                         | 2:28,227 min | Ahn Se-jung                                                                 | 2:28,316 min | Lin Meng                                                         | 2:28,858 min |
| 1500-m-Superfinale | Cheon Hee-jung                                                         | 2:38,268 min | Noh Do-hee                                                                  | 2:38,389 min | Ahn Se-jung                                                      | 2:38,408 min |
| 3000-m-Staffel     | Italien Arianna Valcepina Martina Valcepina Elena Viviani Yelenia Tota | 4:20,004 min | Kanada Laurie Marceau Cynthia Mascitto Ann Veronique Michaud Courtney Shmyr | 4:20,166 min | Volksrepublik China Lin Meng Jin Jingzhu Xiao Han Zhang Shaoyang | 4:32,995 min |

## Juniorenweltmeisterschaften 2012
Die Ergebnisse der Meisterschaften:

### Männer
| Event              | Gold                                                           | Gold         | Silber                                                      | Silber       | Bronze                                                                             | Bronze       |
| ------------------ | -------------------------------------------------------------- | ------------ | ----------------------------------------------------------- | ------------ | ---------------------------------------------------------------------------------- | ------------ |
| Mehrkampf          | Park Se-yeong                                                  | 84 Punkte    | Lee Hyo-been                                                | 81 Punkte    | Han Tianyu                                                                         | 63 Punkte    |
| 500 m              | Lee Hyo-been                                                   | 42,108 s     | Han Tianyu                                                  | 42,308 s     | Alexandre St. Jean                                                                 | 42,461 s     |
| 1000 m             | Park Se-yeong                                                  | 1:27,571 min | Chen Dequan                                                 | 1:27,596 min | Lee Hyo-been                                                                       | 1:27,685 min |
| 1500 m             | Park Se-yeong                                                  | 2:20,059 min | Lee Hyo-been                                                | 2:20,087 min | John-Henry Krueger                                                                 | 2:21,480 min |
| 1500-m-Superfinale | Han Tianyu                                                     | 2:38,889 min | John-Henry Krueger                                          | 2:39,045 min | Lee Hyo-been                                                                       | 2:39,052 min |
| 3000-m-Staffel     | Südkorea Park Se-yeong Lee Hyo-been Kim Do-kyoum Kim Joon-chun | 4:00,649 min | Volksrepublik China Chen Dequan Xu Fu Chen Guang Han Tianyu | 4:02,922 min | Vereinigte Staaten John-Henry Krueger James Rodowsky Adam Callister Claude Gilbert | 4:06,420 min |

### Frauen
| Event              | Gold                                                            | Gold         | Silber                                                   | Silber       | Bronze                                                                                  | Bronze       |
| ------------------ | --------------------------------------------------------------- | ------------ | -------------------------------------------------------- | ------------ | --------------------------------------------------------------------------------------- | ------------ |
| Mehrkampf          | Shim Suk-hee                                                    | 115 Punkte   | Hwang Hyun-sun                                           | 76 Punkte    | Ahn Se-jung                                                                             | 42 Punkte    |
| 500 m              | Shim Suk-hee                                                    | 44,113 s     | Agnė Sereikaitė                                          | 44,765 s     | Wang Xue                                                                                | 44,975 s     |
| 1000 m             | Shim Suk-hee                                                    | 1:30,208 min | Hwang Hyun-sun                                           | 1:30,314 min | Wang Xue                                                                                | 1:30,465 min |
| 1500 m             | Shim Suk-hee                                                    | 2:21,987 min | Hwang Hyun-sun                                           | 2:22,069 min | Ahn Se-jung                                                                             | 2:22,183 min |
| 1500-m-Superfinale | Hwang Hyun-sun                                                  | 2:39,144 min | Ahn Se-jung                                              | 2:39,265 min | Shim Suk-hee                                                                            | 2:39,394 min |
| 3000-m-Staffel     | Südkorea Hwang Hyun-sun Cheon Hee-jung Ahn Se-jung Shim Suk-hee | 4:11,997 min | Volksrepublik China Ji Xue Wang Xue Guo Yihan Han Yutong | 4:17,711 min | Russland Julija Kitschapowa Jewgenija Sacharowa Jekaterina Baranok Jekaterina Strelkowa | 4:23,275 min |

## Juniorenweltmeisterschaften 2013
Die Ergebnisse der Meisterschaften:

### Männer
| Event              | Gold                                                             | Gold         | Silber                                                                    | Silber       | Bronze                                                 | Bronze       |
| ------------------ | ---------------------------------------------------------------- | ------------ | ------------------------------------------------------------------------- | ------------ | ------------------------------------------------------ | ------------ |
| Mehrkampf          | Park Se-yeong                                                    | 102 Punkte   | Han Tianyu                                                                | 97 Punkte    | Lee Hyo-been                                           | 42 Punkte    |
| 500 m              | Park Se-yeong                                                    | 41,412 s JWR | Han Tianyu                                                                | 41,458 s     | Kim Byung-joon                                         | 42,375 s     |
| 1000 m             | Han Tianyu                                                       | 1:28,592 min | Park Se-yeong                                                             | 1:28,695 min | Sándor Liu Shaolin                                     | 1:30,278 min |
| 1500 m             | Han Tianyu                                                       | 2:35,255 min | Lee Hyo-been                                                              | 2:35,286 min | Park Se-yeong                                          | 2:35,716 min |
| 1500-m-Superfinale | Park Se-yeong                                                    | 2:57,272 min | Lee Hyo-been                                                              | 2:57,346 min | Kim Byung-joon                                         | 2:57,446 min |
| 3000-m-Staffel     | Südkorea Park Se-yeong Lee Hyo-been Kim Byung-joon Jung Ji-woong | 4:07,393 min | Kanada Alexander Fathoullin Yoan Gauthier David Goulet William Preudhomme | 4:08,585 min | Japan Hiroki Yokoyama Kei Saito Dan Iwasa Ryu Watanabe | 4:09,542 min |

### Frauen
| Event              | Gold                                                       | Gold         | Silber                                                 | Silber       | Bronze                                                                               | Bronze       |
| ------------------ | ---------------------------------------------------------- | ------------ | ------------------------------------------------------ | ------------ | ------------------------------------------------------------------------------------ | ------------ |
| Mehrkampf          | Noh Do-hee                                                 | 89 Punkte    | Kim A-lang                                             | 63 Punkte    | Han Yutong                                                                           | 52 Punkte    |
| 500 m              | Han Yutong                                                 | 45,063 s     | Xiao Han                                               | 45,303 s     | Lin Yue                                                                              | 45,394 s     |
| 1000 m             | Kim A-lang                                                 | 1:33,784 min | Noh Do-hee                                             | 1:34,051 min | Han Yutong                                                                           | 1:31,552 min |
| 1500 m             | Noh Do-hee                                                 | 2:32,853 min | Jewgenija Sacharowa                                    | 2:33,164 min | Deanna Lockett                                                                       | 2:33,214 min |
| 1500-m-Superfinale | Noh Do-hee                                                 | 2:31,087 min | Kim A-lang                                             | 2:31,142 min | Deanna Lockett                                                                       | 2:35,002 min |
| 3000-m-Staffel     | Südkorea Ahn Se-jung Noh Do-hee Kim A-lang Kong Sang-jeong | 4:20,522 min | Volksrepublik China Xiao Han Ji Xue Han Yutong Lin Yue | 4:21,379 min | Russland Jewgenija Sacharowa Emina Malagitsch Jekaterina Strelkowa Sofja Proswirnowa | 4:25,298 min |

## Juniorenweltmeisterschaften 2014
Die Ergebnisse der Meisterschaften:

### Männer
| Event              | Gold                                                   | Gold         | Silber                                                         | Silber       | Bronze                                              | Bronze       |
| ------------------ | ------------------------------------------------------ | ------------ | -------------------------------------------------------------- | ------------ | --------------------------------------------------- | ------------ |
| Mehrkampf          | Lee Mun-hyeon                                          | 76 Punkte    | Lee Hyo-been                                                   | 71 Punkte    | Sándor Liu Shaolin                                  | 68 Punkte    |
| 500 m              | Sándor Liu Shaolin                                     | 41,925 s     | Samuel Girard                                                  | 42,051 s     | Denis Nikischa                                      | 44,844 s     |
| 1000 m             | Lee Hyo-been                                           | 1:27,294 min | Lee Mun-hyeon                                                  | 1:27,364 min | Sándor Liu Shaolin                                  | 1:27.423 min |
| 1500 m             | Lee Hyo-been                                           | 2:16,139 min | Lee Mun-hyeon                                                  | 2:17,797 min | Ren Ziwei                                           | 2:19,946 min |
| 1500-m-Superfinale | Lee Mun-hyeon                                          | 2:21,654 min | Samuel Girard                                                  | 2:21,706 min | Sándor Liu Shaolin                                  | 2:21,829 min |
| 3000-m-Staffel     | Volksrepublik China Xu Fu Chen Guang Ren Ziwei Sui Xin | 4:04,012 min | Ungarn Csaba Burján Sándor Liu Shaolin Alex Varnyú Shaoang Liu | 4:04,090 min | Japan Kei Saito Dan Iwasa Ryu Watanabe Kota Kikuchi | 4:06,378 min |

### Frauen
| Event              | Gold                                                          | Gold         | Silber                                                                    | Silber       | Bronze                                                      | Bronze       |
| ------------------ | ------------------------------------------------------------- | ------------ | ------------------------------------------------------------------------- | ------------ | ----------------------------------------------------------- | ------------ |
| Mehrkampf          | Noh Do-hee                                                    | 89 Punkte    | Ahn Se-jung                                                               | 68 Punkte    | Choi Min-jeong                                              | 68 Punkte    |
| 500 m              | Sofja Proswirnowa                                             | 43,704 s JWR | Han Yutong                                                                | 43,765 s     | Ahn Se-jung                                                 | 44,473 s     |
| 1000 m             | Choi Min-jeong                                                | 1:31,609 min | Ahn Se-jung                                                               | 1:31,702 min | Noh Do-hee                                                  | 1:31,809 min |
| 1500 m             | Noh Do-hee                                                    | 2:34,498 min | Choi Min-jeong                                                            | 2:34,669 min | Ahn Se-jung                                                 | 2:34,830 min |
| 1500-m-Superfinale | Noh Do-hee                                                    | 2:52,675 min | Ahn Se-jung                                                               | 2:52,728 min | Choi Min-jeong                                              | 2:52,835 min |
| 3000-m-Staffel     | Südkorea Ahn Se-jung Noh De-hee Park Jung-hyun Choi Min-jeong | 4:12,848 min | Kanada Audrey Phaneuf Kim Boutin Joanie Gervais Namasthée Harris-Gauthier | 4:15,114 min | Volksrepublik China Xiao Han Qu Chunyu Guo Yihan Han Yutong | 4:30,895 min |

## Juniorenweltmeisterschaften 2015
Die Ergebnisse der Meisterschaften:

### Männer
| Event              | Gold                                                     | Gold         | Silber                                                 | Silber       | Bronze                                                               | Bronze       |
| ------------------ | -------------------------------------------------------- | ------------ | ------------------------------------------------------ | ------------ | -------------------------------------------------------------------- | ------------ |
| Mehrkampf          | Kim Dag-yeom                                             | 81 Punkte    | Park Ji-won                                            | 69 Punkte    | Sándor Liu Shaolin                                                   | 42 Punkte    |
| 500 m              | Kim Dag-yeom                                             | 41,534 s     | Sándor Liu Shaolin                                     | 41,645 s     | Denis Nikischa                                                       | 41,751 s     |
| 1000 m             | Kim Dag-yeom                                             | 1:32,240 min | Ren Ziwei                                              | 1:32,275 min | Ma Wei                                                               | 1:32,358 min |
| 1500 m             | Park Ji-won                                              | 2:26,039 min | Dan Iwasa                                              | 2:26,259 min | Kazuki Yoshinaga                                                     | 2:26,458 min |
| 1500-m-Superfinale | Park Ji-won                                              | 2:31,658 min | Sándor Liu Shaolin                                     | 2:31,700 min | Kim Dag-yeom                                                         | 2:32,060 min |
| 3000-m-Staffel     | Südkorea Park Ji-won Kim Dag-yeom Lim Yongjin Yoon Sumin | 4:01,909 min | Volksrepublik China Ma Wei Ren Ziwei Xu Hongzhi Yu Wei | 4:02,205 min | Russland Artjom Denissow Daniil Jeibog Alexander Kowal Artjom Koslow | 4:02,701 min |

### Frauen
| Event              | Gold                                                       | Gold         | Silber                                                                           | Silber       | Bronze                                                        | Bronze       |
| ------------------ | ---------------------------------------------------------- | ------------ | -------------------------------------------------------------------------------- | ------------ | ------------------------------------------------------------- | ------------ |
| Mehrkampf          | Kong Sang-jeong                                            | 78 Punkte    | Kim Ji-yoo                                                                       | 68 Punkte    | Son Hakyung                                                   | 68 Punkte    |
| 500 m              | Son Hakyung                                                | 45,031 s     | Audrey Phaneuf                                                                   | 45,074 s     | Emina Malagitsch                                              | 45,126 s     |
| 1000 m             | Kim Ji-yoo                                                 | 1:36,279 min | Kong Sang-jeong                                                                  | 1:36,352 min | Son Hakyung                                                   | 1:36,552 min |
| 1500 m             | Kong Sangjeong                                             | 2:45,678 min | Zang Yize                                                                        | 2:45,913 min | Jekaterina Strelkowa                                          | 2:46,031 min |
| 1500-m-Superfinale | Kim Ji-yoo                                                 | 2:37,162 min | Kong Sang-jeong                                                                  | 2:37,252 min | Son Hakyung                                                   | 2:37,544 min |
| 3000-m-Staffel     | Südkorea Son Hakyung Kim Ji-yoo Kong Sang-jeong Lee Suyoun | 4:18,210 min | Russland Emina Malagitsch Marija Oborina Julija Schischkina Jekaterina Strelkowa | 4:19,006 min | Japan Ami Hirai Shione Kaminaga Sumire Kikuchi Miwaku Yamaura | 4:20,713 min |

## Juniorenweltmeisterschaften 2016
Die Ergebnisse der Meisterschaften:

### Männer
| Event              | Gold                                                   | Gold         | Silber                                                     | Silber       | Bronze                                                              | Bronze       |
| ------------------ | ------------------------------------------------------ | ------------ | ---------------------------------------------------------- | ------------ | ------------------------------------------------------------------- | ------------ |
| Mehrkampf          | Ren Ziwei                                              | 90 Punkte    | Lim Yongjin                                                | 68 Punkte    | Ma Wei                                                              | 47 Punkte    |
| 500 m              | Xu Hongzhi                                             | 41,558 s     | Shaoang Liu                                                | 41,594 s     | Steven Dubois                                                       | 41,719 s     |
| 1000 m             | Ren Ziwei                                              | 1:25,191 min | Lim Yongjin                                                | 1:25,287 min | Ma Wei                                                              | 1:25,347 min |
| 1500 m             | Lim Yongjin                                            | 2:29,887 min | Ren Ziwei                                                  | 2:30,102 min | Kim Si Un                                                           | 2:30,173 min |
| 1500-m-Superfinale | Ren Ziwei                                              | 2:14,915 min | Ma Wei                                                     | 2:15,254 min | Lim Yongjin                                                         | 2:15,440 min |
| 3000-m-Staffel     | Volksrepublik China Xu Hongzhi Yu Wei Ren Ziwei Ma Wei | 3:59,809 min | Südkorea Hwang Dae-heon Lee Seonghun Kim Si Un Lim Yongjin | 3:59,921 min | Russland Artjom Koslow Denis Airapetjan Daniil Ejbog Pawel Sitnikow | 4:03,466 min |

### Frauen
| Event              | Gold                                                        | Gold         | Silber                                                     | Silber       | Bronze                                                                    | Bronze       |
| ------------------ | ----------------------------------------------------------- | ------------ | ---------------------------------------------------------- | ------------ | ------------------------------------------------------------------------- | ------------ |
| Mehrkampf          | Qu Chunyu                                                   | 86 Punkte    | Suzanne Schulting                                          | 79 Punkte    | Lee Yu-bin                                                                | 55 Punkte    |
| 500 m              | Qu Chunyu                                                   | 43,827 s     | Lee Yu-bin                                                 | 43,930 s     | Zang Yize                                                                 | 44,407 s     |
| 1000 m             | Qu Chunyu                                                   | 1:33,437 min | Lee Suyoun                                                 | 1:33,635 min | Lee Yu-bin                                                                | 1:33,762 min |
| 1500 m             | Suzanne Schulting                                           | 2:32,532 min | Lee Suyoun                                                 | 2:32,532 min | Qu Chunyu                                                                 | 2:32,677 min |
| 1500-m-Superfinale | Suzanne Schulting                                           | 2:35,413 min | Lee Yu-bin                                                 | 2:35,808 min | Zang Yize                                                                 | 2:36,652 min |
| 3000-m-Staffel     | Volksrepublik China Li Jinyu Zang Yize Yu Miaohui Qu Chunyu | 4:15,124 min | Südkorea Lee Yu-bin Lee Suyoun Park Junghyun Yoon Jung Min | 4:15,405 min | Niederlande Tineke den Dulk Gioya Lancee Suzanne Schulting Avalon Aardoom | 4:17,670 min |

## Juniorenweltmeisterschaften 2017
Die Ergebnisse der Meisterschaften:

### Männer
| Event              | Gold                                                        | Gold         | Silber                                                                | Silber       | Bronze                                                                       | Bronze       |
| ------------------ | ----------------------------------------------------------- | ------------ | --------------------------------------------------------------------- | ------------ | ---------------------------------------------------------------------------- | ------------ |
| Mehrkampf          | Shaoang Liu                                                 | 123 Punkte   | Kim Si-un                                                             | 56 Punkte    | Kazuki Yoshinaga                                                             | 39 Punkte    |
| 500 m              | Shaoang Liu                                                 | 40,483 s     | Thomas Insuk Hong                                                     | 40,601 s     | Kazuki Yoshinaga                                                             | 40,657 s     |
| 1000 m             | Shaoang Liu                                                 | 1:25,020 min | Kim Si-un                                                             | 1:25,183 min | Wang Pengyu                                                                  | 1:25,269 min |
| 1500 m             | Shaoang Liu                                                 | 2:18,542 min | Alexander Schulginow                                                  | 2:18,647 min | Kazuki Yoshinaga                                                             | 2:19,829 min |
| 1500-m-Superfinale | Kim Si-un                                                   | 2:13,199 min | Shaoang Liu                                                           | 2:13,440 min | Kazuki Yoshinaga                                                             | 2:13,592 min |
| 3000-m-Staffel     | Südkorea Kim Si-un Moon Won-jun Park Noh-won Jung Hok-young | 3:57,047 min | Volksrepublik China Jia Haidong Wang Haotian Wang Pengyu Xu Chongyang | 3:58,312 min | Vereinigte Staaten Thomas Insuk Hong Benjamin Thornock Aaron Heo Brandon Kim | 3:59,000 min |

### Frauen
| Event              | Gold                                                      | Gold         | Silber                                                                                   | Silber       | Bronze                                                      | Bronze       |
| ------------------ | --------------------------------------------------------- | ------------ | ---------------------------------------------------------------------------------------- | ------------ | ----------------------------------------------------------- | ------------ |
| Mehrkampf          | Lee Yu-bin                                                | 104 Punkte   | Seo Whi-min                                                                              | 61 Punkte    | Sofja Proswirnowa                                           | 42 Punkte    |
| 500 m              | Lee Yu-bin                                                | 44,075 s     | Sofja Proswirnowa                                                                        | 44,118 s     | Maame Biney                                                 | 44,201 s     |
| 1000 m             | Lee Yu-bin                                                | 1:30,276 min | Seo Whi-min                                                                              | 1:30,730 min | Sofja Proswirnowa                                           | 1:30,791 min |
| 1500 m             | Seo Whi-min                                               | 2:24,563 min | Li Jinyu                                                                                 | 2:24,720 min | Petra Jászapáti                                             | 2:24,901 min |
| 1500-m-Superfinale | Lee Yu-bin                                                | 2:32,063 min | Han Soo-lim                                                                              | 2:32,211 min | Li Jinyu                                                    | 2:32,817 min |
| 3000-m-Staffel     | Volksrepublik China Gong Li Li Jinyu Song Yang Luo Linyun | 4:13,625 min | Russland Sofja Proswirnowa Julija Schischkina Jekaterina Jefremenkowa Angelina Tarassowa | 4:14,270 min | Japan Miwako Yamaura Ami Hirai Shione Kaminaga Aoi Watanabe | 4:14,347 min |

## Juniorenweltmeisterschaften 2018
Die Ergebnisse der Meisterschaften:

### Männer
| Event              | Gold                                                             | Gold         | Silber                                                                            | Silber       | Bronze                                                             | Bronze       |
| ------------------ | ---------------------------------------------------------------- | ------------ | --------------------------------------------------------------------------------- | ------------ | ------------------------------------------------------------------ | ------------ |
| Mehrkampf          | Hong Kyung-hwan                                                  | 102 Punkte   | Lee June-seo                                                                      | 83 Punkte    | Park Jang-hyuk                                                     | 55 Punkte    |
| 500 m              | Lee June-seo                                                     | 41,659 s     | Hong Kyung-hwan                                                                   | 41,837 s     | Quentin Fercoq                                                     | 42,206 s     |
| 1000 m             | Hong Kyung-hwan                                                  | 1:30,743 min | Park Jang-hyuk                                                                    | 1:30,839 min | Lee June-seo                                                       | 1:30,898 min |
| 1500 m             | Hong Kyung-hwan                                                  | 2:32,908 min | Kazuki Yoshinaga                                                                  | 2:33,017 min | Park Jang-hyuk                                                     | 2:33,020 min |
| 1500-m-Superfinale | Lee June-seo                                                     | 2:26,362 min | Park Jang-hyuk                                                                    | 2:27,031 min | Hong Kyung-hwan                                                    | 2:27,146 min |
| 3000-m-Staffel     | Japan Katsunori Koike Kazuki Yoshinaga Ryuta Inoue Shuta Matsuzu | 4:01,417 min | Russland Wladimir Moskwitschew Sergei Milowanow Konstantin Iwlijew Pawel Sitnikow | 4:01,625 min | Niederlande Hugo Bosma Jasper Brunsmann Friso Emons Bram Steenaart | 4:15,319 min |

### Frauen
| Event              | Gold                                                                  | Gold         | Silber                                                        | Silber       | Bronze                                                                  | Bronze       |
| ------------------ | --------------------------------------------------------------------- | ------------ | ------------------------------------------------------------- | ------------ | ----------------------------------------------------------------------- | ------------ |
| Mehrkampf          | Kim Ji-yoo                                                            | 94 Punkte    | Courtney Lee Sarault                                          | 84 Punkte    | Maame Biney                                                             | 52 Punkte    |
| 500 m              | Maame Biney                                                           | 44,305 s     | Petra Jászapáti                                               | 44,359 s     | Xandra Velzeboer                                                        | 44,544 s     |
| 1000 m             | Kim Ji-yoo                                                            | 1:34,251 min | Courtney Lee Sarault                                          | 1:34,301 min | Maame Biney                                                             | 1:34,592 min |
| 1500 m             | Kim Ji-yoo                                                            | 2:46,542 min | Courtney Lee Sarault                                          | 2:46,667 min | Han Soo-lim                                                             | 2:46,768 min |
| 1500-m-Superfinale | Courtney Lee Sarault                                                  | 2:24,254 min | Kim Ji-yoo                                                    | 2:24,335 min | Petra Jászapáti                                                         | 2:24,877 min |
| 3000-m-Staffel     | Kanada Alyson Charles Danaé Blais Courtney Lee Sarault Claudia Gagnon | 4:17,775 min | Japan Rina Yamana Seina Yokohama Aoi Watanabe Shione Kaminaga | 4:18,275 min | Italien Ilaria Cotza Gloria Confortola Gloria Ioriatti Elisa Confortola | 4:25,775 min |

## Juniorenweltmeisterschaften 2019
Die Ergebnisse der Meisterschaften:

### Männer
| Event          | Gold                                                          | Gold         | Silber                                                                  | Silber       | Bronze                                                                            | Bronze       |
| -------------- | ------------------------------------------------------------- | ------------ | ----------------------------------------------------------------------- | ------------ | --------------------------------------------------------------------------------- | ------------ |
| 500 m          | Kim Tae-sung                                                  | 40,943 s     | Sun Long                                                                | 41,252 s     | Pietro Sighel                                                                     | 41,263 s     |
| 1000 m         | Jung Ho-kyoung                                                | 1:28,042 min | Kim Tae-sung                                                            | 1:28,307 min | Kazuki Yoshinaga                                                                  | 1:28,446 min |
| 1500 m         | Chang Hyun-woo                                                | 2:26,047 min | Wang Pengyu                                                             | 2:26,443 min | Pietro Sighel                                                                     | 2:26,457 min |
| 3000-m-Staffel | Volksrepublik China Li Wenlong Song Jian Sun Long Wang Pengyu | 3:58,501 min | Niederlande Bram Steenaart Jens van ’t Wout Sven Roes Melle van ’t Wout | 3:58,570 min | Russland Aleksey Simakin Daniil Krasnokutskii Konstantin Iwlijew Sergei Milowanow | 3:58,602 min |

### Frauen
| Event          | Gold                                                          | Gold         | Silber                                                                  | Silber       | Bronze                                                                  | Bronze        |
| -------------- | ------------------------------------------------------------- | ------------ | ----------------------------------------------------------------------- | ------------ | ----------------------------------------------------------------------- | ------------- |
| 500 m          | Maame Biney                                                   | 43,800 s     | Xandra Velzeboer                                                        | 45,350 s     | Georgie Dalrymple                                                       | 1:04,495 min. |
| 1000 m         | Li Jinyu                                                      | 1:31,258 min | Park Yoon-jung                                                          | 1:31,784 min | Claudia Heeney                                                          | 1:33,422 min  |
| 1500 m         | Seo Whi-min                                                   | 2:25,251 min | Li Jinyu                                                                | 2:25,320 min | Courtney Lee Sarault                                                    | 2:25,770 min  |
| 3000-m-Staffel | Südkorea Jeon Yu-min Kim Chae-hyun Park Yoon-jung Seo Whi-min | 4:14,699 min | Russland Anna Matveeva Liudmila Kozulina Sofya Boytsova Vera Rasskazova | 4:15,361 min | Italien Chiara Betti Elisa Confortola Gloria Confortola Gloria Ioriatti | 4:15,553 min  |

## Juniorenweltmeisterschaften 2020
Die Ergebnisse der Meisterschaften:

### Männer
| Event          | Gold                                                           | Gold         | Silber                                                                               | Silber       | Bronze                                                 | Bronze        |
| -------------- | -------------------------------------------------------------- | ------------ | ------------------------------------------------------------------------------------ | ------------ | ------------------------------------------------------ | ------------- |
| 500 m          | Lee Jeong-min                                                  | 42,063 s     | Wladimir Balbekow                                                                    | 42,171 s     | Sun Long                                               | 1:03,327 min. |
| 1000 m         | Sun Long                                                       | 1:34,108 min | Ahn Hyun-jun                                                                         | 1:34,111 min | Wladimir Balbekow                                      | 1:34,647 min  |
| 1500 m         | Kim Tae-sung                                                   | 2:31,495 min | Ahn Hyun-jun                                                                         | 2:31,584 min | Zhang Tianyi                                           | 2:31,671 min  |
| 3000-m-Staffel | Südkorea Ahn Hyun-jun Jang Sung-woo Kim Tae-sung Lee Jeong-min | 3:55,494 min | Russland Wladimir Balbekow Daniil Krasnokutskii Viacheslav Karpov Konstantin Iwlijew | 3:55,982 min | Japan Ibuki Hayashi Ota Ishii Shōgo Miyata Takumi Wada | 4:12,437 min  |

### Frauen
| Event          | Gold                                                                           | Gold         | Silber                                                                      | Silber       | Bronze                                                              | Bronze       |
| -------------- | ------------------------------------------------------------------------------ | ------------ | --------------------------------------------------------------------------- | ------------ | ------------------------------------------------------------------- | ------------ |
| 500 m          | Xandra Velzeboer                                                               | 43,924s      | Florence Brunelle                                                           | 44,383 s     | Corinne Stoddard                                                    | 44,760 s     |
| 1000 m         | Kim Gil-li                                                                     | 1:32,069 min | Corinne Stoddard                                                            | 1:32,924 min | Anna Matveeva                                                       | 1:33,292 min |
| 1500 m         | Kim Geon-hee                                                                   | 2:38,292 min | Florence Brunelle                                                           | 2:38,507 min | Li Xuan                                                             | 2:38,616 min |
| 3000-m-Staffel | Niederlande Anne Floor Otter Georgie Dalrymple Marijn Wiersma Xandra Velzeboer | 4:12,019 min | Russland Yuliia Beresneva Daria Krasnokutskaia Anna Matveeva Sofya Boytsova | 4:13,288 min | Italien Chiara Betti Viola de Piazza Elisa Confortola Katia Filippi | 4:21,298 min |

## Juniorenweltmeisterschaften 2022
Die Ergebnisse der Meisterschaften:

### Männer
| Event          | Gold                                                                                | Gold         | Silber                                                            | Silber       | Bronze                                                               | Bronze       |
| -------------- | ----------------------------------------------------------------------------------- | ------------ | ----------------------------------------------------------------- | ------------ | -------------------------------------------------------------------- | ------------ |
| 500 m          | Jenning de Boo                                                                      | 41,319 s     | Bence Nógrádi                                                     | 41,385 s     | Peter Jaszapati                                                      | 41,492 s     |
| 1000 m         | Kim Min-soo                                                                         | 1:26,929 min | Park Geon-nyeong                                                  | 1:27,020 min | Lee Dog-yu                                                           | 1:27,200 min |
| 1500 m         | Park Geon-nyeong                                                                    | 2:21,408 min | Lee Dog-yu                                                        | 2:21,509 min | Kim Min-soo                                                          | 2:21,601 min |
| 3000-m-Staffel | Italien Alessandro Loreggia Davide Oss Chemper Lorenzo Previtali Pietro Castellazzi | 4:06,895 min | Ungarn Ádám Granasztói Bence Nógrádi Peter Jaszapati Adam Szigeti | 4:06,986 min | Frankreich Arthur Vanbesien Etienne Bastier Noah Buffet Tawan Thomas | 4:07,039 min |

### Frauen
| Event          | Gold                                                                         | Gold         | Silber                                                                      | Silber       | Bronze                                                           | Bronze       |
| -------------- | ---------------------------------------------------------------------------- | ------------ | --------------------------------------------------------------------------- | ------------ | ---------------------------------------------------------------- | ------------ |
| 500 m          | Florence Brunelle                                                            | 44,473 s     | Ann-Sophie Bachand                                                          | 44,559 s     | Michelle Velzeboer                                               | 44,659 s     |
| 1000 m         | Florence Brunelle                                                            | 1:32,000 min | Kim Gil-li                                                                  | 1:32,072 min | Diede van Oorschot                                               | 1:32,298 min |
| 1500 m         | Kim Gil-li                                                                   | 2:24,688 min | Angel Daleman                                                               | 2:25,612 min | Jang Yeon-jae                                                    | 2:25,723 min |
| 3000-m-Staffel | Kanada Anne-Clara Belley Ann-Sophie Bachand Ayisha Miao Qi Florence Brunelle | 4:19,363 min | Niederlande Angel Daleman Diede van Oorschot Michelle Velzeboer Zoe Deltrap | 4:19,469 min | Ungarn Diana Laura Vegi Dora Szigeti Somodi Maja Viktoria Albert | 4:19,518 min |

## Juniorenweltmeisterschaften 2023
Die Ergebnisse der Meisterschaften:

### Männer
| Event          | Gold                                                         | Gold             | Silber                                                       | Silber       | Bronze                                                                | Bronze       |
| -------------- | ------------------------------------------------------------ | ---------------- | ------------------------------------------------------------ | ------------ | --------------------------------------------------------------------- | ------------ |
| 500 m          | Michał Niewiński                                             | 41,093 s         | Marcus Howard                                                | 41,286 s     | Li Kun                                                                | 41,425 s     |
| 1000 m         | Lee Dong-hyun                                                | 1:23,549 min JWR | Shin Dong-min                                                | 1:23,701 min | Michał Niewiński                                                      | 1:23.814 min |
| 1500 m         | Lee Dong-hyun                                                | 2:11,934 min     | Shin Dong-min                                                | 2:12,064 min | Lee Dong-min                                                          | 2:12,167 min |
| 3000-m-Staffel | Südkorea Lee Do-gyu Lee Dong-hyun Lee Dong-min Shin Dong-min | 3:57,263 min     | Japan Kosei Hayashi Teruhisa Miyoshi Emu Natsume Takumi Wada | 4:01,665 min | Vereinigte Staaten Marcus Howard Justin Liu Ryan Shane Seung-min Kwon | 4:01,863 min |

### Frauen
| Event          | Gold                                                | Gold         | Silber                                                           | Silber       | Bronze                                                        | Bronze       |
| -------------- | --------------------------------------------------- | ------------ | ---------------------------------------------------------------- | ------------ | ------------------------------------------------------------- | ------------ |
| 500 metres     | Florence Brunelle                                   | 44,827 s     | Ann-Sophie Bachand                                               | 45,273 s     | Song Jiarui                                                   | 45,360 s     |
| 1000 metres    | Kim Gil-li                                          | 1:32,294 min | Florence Brunelle                                                | 1:32,780 min | Oh Song-mi                                                    | 1:32,960 min |
| 1500 metres    | Kim Gil-li                                          | 2:36,639 min | Florence Brunelle                                                | 2:36,786 min | Oh Song-mi                                                    | 2:36,873 min |
| 3000-m-Staffel | Südkorea Kim Gil-li Kim Ji-won Oh Song-mi Seo Su-ah | 4:15,635 min | Volksrepublik China Cai Shenyi Song Jiarui Wang Ye Zhang Jianing | 4:16,342 min | Ungarn Eszter Tóth Maja Somodi Melinda Schönborn Dóra Szigeti | 4:20,310 min |

## Juniorenweltmeisterschaften 2024
Die Ergebnisse der Meisterschaften:

### Männer
| Event          | Gold                                                           | Gold         | Silber                                                          | Silber       | Bronze                                                        | Bronze       |
| -------------- | -------------------------------------------------------------- | ------------ | --------------------------------------------------------------- | ------------ | ------------------------------------------------------------- | ------------ |
| 500 m          | Shin Dong-min                                                  | 42,122 s     | Sean Shuai                                                      | 42,174 s     | Rim Jong-un                                                   | 42,407 s     |
| 1000 m         | Shin Dong-min                                                  | 1:26,490 min | Rim Jong-un                                                     | 1:26,596 min | Han Byeong-chan                                               | 1:26,999 min |
| 1500 m         | Rim Jong-un                                                    | 2:20,640 min | Lorenzo Previtali                                               | 2:21,312 min | Gabriel Jones                                                 | 2:21,439 min |
| 3000-m-Staffel | Südkorea Han Byeong-chan Kim Min-woo Rim Jong-un Shin Dong-min | 4:03,893 min | Volksrepublik China Li Kun Lyu Yanpeng Zhang Bohao Zhang Tianyi | 4:04,009 min | Japan Yuta Fuchigami Raito Kida Teruhisa Miyoshi Shomu Sasaki | 4:04,871 min |

### Frauen
| Event          | Gold                                                               | Gold         | Silber                                                                | Silber       | Bronze                                                                 | Bronze       |
| -------------- | ------------------------------------------------------------------ | ------------ | --------------------------------------------------------------------- | ------------ | ---------------------------------------------------------------------- | ------------ |
| 500 m          | Wang Ye                                                            | 43,921 s     | Chung Jae-hee                                                         | 44,292 s     | Victoria Jean-Baptiste                                                 | 44,824 s     |
| 1000 m         | Wang Ye                                                            | 1:50,684 min | Yu Su-min                                                             | 1:50,792 min | Angel Daleman                                                          | DNF          |
| 1500 m         | Maja Somodi                                                        | 2:48,391 min | Alina Azhgaliyeva                                                     | 2:48,478 min | Lyu Wanyu                                                              | 2:48,481 min |
| 3000-m-Staffel | Ungarn Melinda Schönborn Maja Somodi Dóra Szigeti Diána Laura Végi | 4:27,839 min | Italien Margherita Betti Federica Cola Sara Martinelli Viola Simonini | 4:29,189 min | Polen Natalia Bielicka Anna Falkowska Michalina Wawer Kornelia Woźniak | 4:42,373 min |

### Mixed
| Event          | Gold                                                                                  | Gold         | Silber                                                                              | Silber       | Bronze                                                                                                  | Bronze |
| -------------- | ------------------------------------------------------------------------------------- | ------------ | ----------------------------------------------------------------------------------- | ------------ | --- | ------ |
| 2000-m-Staffel | Volksrepublik China Li Kun Song Jiarui Wang Ye Zhang Bohao Zhang Jianing Zhang Tianyi | 2:44,239 min | Südkorea Chung Jae-hee Han Byeong-chan Rim Jong-un Yu Su-min Kim Min-woo Oh Song-mi | 2:44,326 min | Kanada Victoria Jean-Baptiste Gabriel Jones Ayisha Miao Qi Mathieu Pelletier Courtney Charlong Adam Law | PEN    |

## Juniorenweltmeisterschaften 2025
Die Ergebnisse der Meisterschaften:

### Männer
| Event          | Gold                                                       | Gold         | Silber                                                         | Silber       | Bronze                                                                         | Bronze       |
| -------------- | ---------------------------------------------------------- | ------------ | -------------------------------------------------------------- | ------------ | ------------------------------------------------------------------------------ | ------------ |
| 500 m          | Mathieu Pelletier                                          | 41,647 s     | Li Xinyu                                                       | 41,869 s     | Kim Min-woo                                                                    | 50,312 s     |
| 1000 m         | Rim Jong-un                                                | 1:24,450 min | Zhang Bohao                                                    | 1:24,657 min | Victor Chartrand                                                               | 1:26,147 min |
| 1500 m         | Rim Jong-un                                                | 2:18,477 min | Kim Min-woo                                                    | 2:19,057 min | Sun Xiao                                                                       | 2:19,178 min |
| 3000-m-Staffel | Südkorea Joo Jae-hee Kim Min-woo Koo Min-seung Rim Jong-un | 3:59,645 min | Volksrepublik China Li Xinyu Sun Xiao Tian Minshuo Zhang Bohao | 3:59,690 min | Kasachstan Nurlan Kairbekov Dinmukhamed Tazhibay Maksat Ualiulla Bogdan Vekhov | 3:59,798 min |

### Frauen
| Event          | Gold                                                      | Gold         | Silber                                                                             | Silber       | Bronze                                                         | Bronze       |
| -------------- | --------------------------------------------------------- | ------------ | ---------------------------------------------------------------------------------- | ------------ | -------------------------------------------------------------- | ------------ |
| 500 m          | Ayisha Miao Qi                                            | 43,390 s     | Ayano Sekigucchi                                                                   | 43,509 s     | Wanyu Lyu                                                      | 44,168 s     |
| 1000 m         | Kim Mini-ji                                               | 1:33,123 min | Oh Song-mi                                                                         | 1:33,401 min | Alina Aschgalijewa                                             | 1:33,435 min |
| 1500 m         | Kim Mini-ji                                               | 2:28,128 min | Oh Song-mi                                                                         | 2:28,215 min | Ayisha Miao Qi                                                 | 2:28,270 min |
| 3000-m-Staffel | Südkorea Chung Jae-hee Kang Min-ji Kim Mini-ji Oh Song-mi | 4:13,083 min | Kasachstan Alina Aschgalijewa Anastassiya Galechina Zeinep Kumarkan Polina Omechuk | 4:13,651 min | Japan Nonomi Inoue Sarasa Kinami Ayano Sekiguchi Aoi Yoshizawa | 4:13,771 min |

### Mixed
| Event          | Gold                                                    | Gold         | Silber                                                         | Silber       | Bronze                                                                           | Bronze       |
| -------------- | ------------------------------------------------------- | ------------ | -------------------------------------------------------------- | ------------ | -------------------------------------------------------------------------------- | ------------ |
| 2000-m-Staffel | Südkorea Kim Mini-ji Kim Min-woo Oh Song-mi Rim Jong-un | 2:42,607 min | Volksrepublik China Li Xinyu Lin Jingyi Zhang Bohao Zhao Kexin | 2:43,649 min | Kasachstan Alina Aschgalijewa Zeinep Kumarkan Dinmukhamed Tazhibay Bogdan Vekhov | 2:44,071 min |

## Medaillenspiegel
Medaillenspiegel der Wettbewerbe von 2010 bis 2025:
| Rang   | Nation                 | Gold | Silber | Bronze | Gesamt |
| ------ | ---------------------- | ---- | ------ | ------ | ------ |
| 1      | Südkorea               | 104  | 66     | 44     | 214    |
| 2      | Volksrepublik China    | 22   | 28     | 34     | 84     |
| 3      | Kanada                 | 9    | 20     | 11     | 40     |
| 4      | Ungarn                 | 7    | 8      | 10     | 25     |
| 5      | Niederlande            | 5    | 6      | 7      | 18     |
| 6      | Italien                | 3    | 2      | 6      | 11     |
| 7      | Vereinigte Staaten     | 2    | 5      | 8      | 15     |
| 8      | Russland               | 1    | 10     | 11     | 22     |
| 9      | Japan                  | 1    | 6      | 14     | 21     |
| 10     | Vereinigtes Königreich | 1    | 3      | 1      | 5      |
| 11     | Frankreich             | 1    | –      | 2      | 3      |
| 12     | Polen                  | 1    | –      | –      | 1      |
| 13     | Kasachstan             | –    | 2      | 5      | 7      |
| 14     | Litauen                | –    | 1      | –      | 1      |
| 15     | Australien             | –    | –      | 2      | 2      |
| Gesamt | Gesamt                 | 157  | 157    | 155    | 469    |